# LCD-Spiel

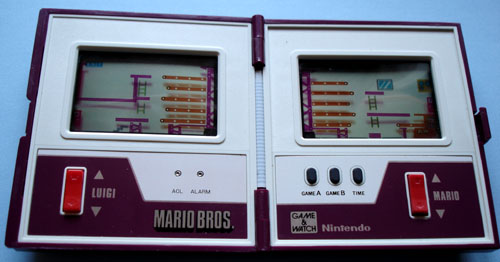
Das Game-&-Watch-LCD-Spiel „Mario Bros.“ (1983)

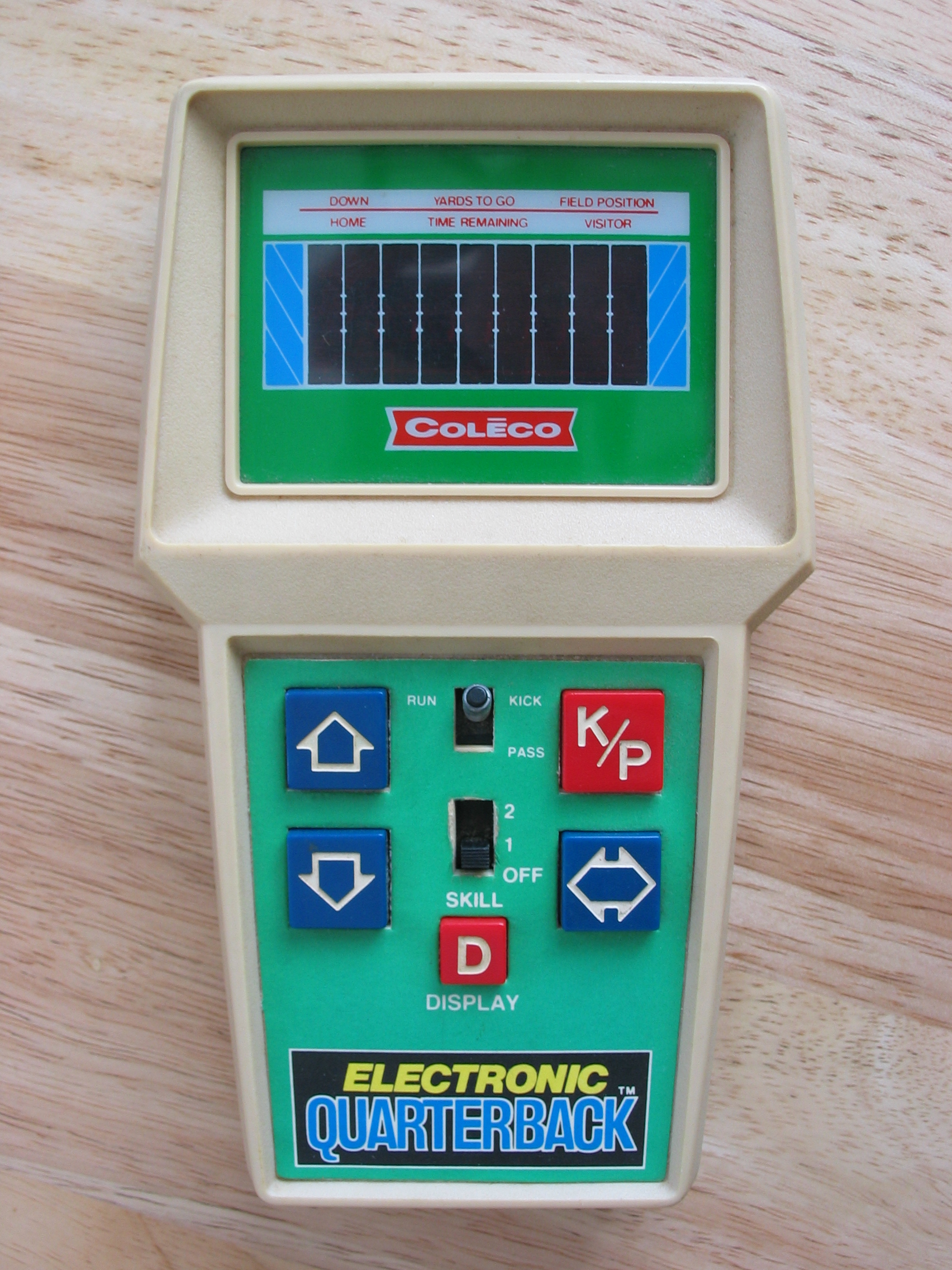
Electronic Quarterback von Coleco (1978)

Ein LCD-Spiel ist ein kleines, tragbares Videospiel-System. Steuerelemente, Bildschirm, Lautsprecher und das Spiel selbst sind bereits fest in das Gerät eingebaut und nicht austauschbar, da es keinen Modulschacht für Spielmodule gibt. LCD-Spiele können als Vorläufer der Handheld-Konsolen gesehen werden, obwohl sie von einigen Quellen mit diesen gleichgesetzt werden.

## Darstellung
Anstatt eines normalen Bildschirms mit einem Gitter aus Pixeln ist meist ein spezielles Display zur Darstellung jeweils eines Spiels vorhanden. Alle „beweglichen“ Spielelemente (z. B. Spielfigur, Gegner, Bälle) sind nicht aus Pixeln zusammengesetzt, sondern liegen als fertige, auf das jeweilige Spiel zugeschnittene LCD-Segmente vor. Wie sonst ein einzelnes Pixel wird hier die ganze Spielfigur als Grafik vergleichbar angesteuert, was weniger technischen Aufwand erfordert, aber auch die Darstellungsmöglichkeiten entsprechend reduziert. Permanente Spielelemente (z. B. Hintergrund) sind statische „gemalte“ Bilder, die hinter den „beweglichen“ Grafiken liegen und auch sichtbar sind, wenn das Gerät ausgeschaltet ist. Durch diese Vereinfachungen wurde es möglich, LCD-Spiele von der Größe einer digitalen Armbanduhr zu produzieren. Oftmals existiert bei den Spielen eine Reset-Funktion, die es auch ermöglicht, alle vorhandenen Grafik-Segmente (Figuren, bewegliche Umgebung, Spielstand) gleichzeitig anzeigen zu lassen.
Die Verwendung festgelegter Bilder ermöglicht einen höheren Detailgrad ohne pixelige Grafik wie bei Konsolenbildschirmen, jedoch nicht ohne Nachteil. Alle Grafiken sind an einer bestimmten Stelle fixiert, so dass jede Position eines Objekts im Spiel vorher festgelegt werden muss, ohne dass sich die einzelnen Positionen überlappen dürfen. Die Illusion von Bewegung wird erzeugt, indem die Objekte in bestimmter Abfolge in ihren verschiedenen Positionen aufleuchten.

## Geschichte
Schon in den 1970er-Jahren wurden die ersten LCD-Spiele veröffentlicht, allerdings erfreuten sie sich erst während der 1980er- und 1990er-Jahre großer Beliebtheit, da der Preis für LCD deutlich sank und die LCD-Anzeigen relativ viel Strom verbrauchen und somit die Batterielebensdauer bei den LCD-Spielen recht kurz war. Für einige LCD-Spiele waren Netzadapter als Zubehör separat verfügbar.
Die bekanntesten LCD-Spiele sind die Spiele der Nintendo Game-&-Watch-Reihe, die zwischen 1981 und 1990 erschienen, aber auch Titel anderer Hersteller, zum Beispiel Tomy oder Tiger Electronics, waren beliebt. Zahlreiche Genres wurden umgesetzt, dabei fanden vor allem Arcade-Spiele große Beachtung.
Auch in Taschenrechnern wurde die Technik der LCD-Spiele verwendet. Ein Beispiel dafür ist der Casio BG 15 mit Boxspiel von 1981. Auch die ersten Handyspiele, wie Snake, basierten auf der schwarz/weiß-LCD-Technologie.

## Situation heute
Technisch sind LCD-Spiele von tragbaren Spielkonsolen (Handheld-Konsolen) abgelöst worden. Trotzdem werden auch heute noch LCD-Spiele häufig als Werbeprodukt hergestellt. Auch zur Umsetzung einfacher Spiele wie Schiffe versenken oder Brett-, Karten- und Rätselspiele wie z. B. Sudoku werden sie noch genutzt. Diese unterscheiden sich technisch kaum von den wesentlich älteren Modellen. Nur wenige Spiele haben beispielsweise eine Speichermöglichkeit.